# Ediciones Amaika
Ediciones Amaika, S. A. fue una editorial española, ubicada en Barcelona y activa entre 1973 y 1984. Filial del Grupo Godó, estuvo dirigida por Xavier de Etxarri Moltó. En su haber destacan revistas satíricas como El Papus (1973), colecciones como El Erotismo en el Cine (1983) y monográficos de autores como Carlos Giménez y Ja.

## Trayectoria
En 1973 empezó a publicar el semanario El Papus y, animado por su éxito, lanzó otras revistas satíricas, como El Cuervo (1977). Editó también monográficos de los autores de su plantilla, como Humor sexual sano (1975) de Ja, El Padrinetto (1975) de Manel y Paracuellos y Hom de Carlos Giménez en 1977, y la revista de acción "Kung-Fu" (1976). También publicó la primera revista destinada al público homosexual, titulada Party (1977).
El 20 de septiembre de 1977 el grupo armado de ideología fascista Triple A (Alianza Apostólica Anticomunista) atentó con paquete explosivo contra la sede de la editorial. En el atentado falleció el conserje Joan Peñalver y se produjeron diecisiete heridos. Tras la sentencia y en 1980, Ediciones Amaika, S. A. presentó una querella por la actuación judicial en la investigación.
Continuó produciendo seminarios satíricos, como "Hara-Kiri" (1980), "Humor Sexy" (1981), "El Puro" (1982) y "Balalaika" (1982), y monográficos, como Sor Angusttia de la Crus de Ja y Don Cornelio Ladilla y su señora María de Manuel Vázquez, ambos en 1981.